# 婆髻山
婆髻山（英語：Por Kai Shan）是香港新界大嶼山一個山峰，位於東涌之東南，海拔482米。其西面尚有一個山峰，稱為薄刀屻。
婆髻山及薄刀屻同於1994年8月13日被劃定為具特殊科學價值地點，面積76.4公頃，其特色是兩山之間的灌木林擁有不少珍貴植物，包括：
| - 香港細辛 - 福氏臭椿 - 吊鐘 - 香港木蘭 | - 香港大沙葉 - 豬籠草 - 華麗杜鵑 - 華南青皮木 | - 嶺南槭 - 秀柱花 - 冬青屬 - 蘭花 |